# Plebiscito constitucional de Uruguay de 1951
El 16 de diciembre de 1951 se realizó un plebiscito constitucional en Uruguay. La nueva constitución fue aprobada con el 54% de los votos.

## Propuestas
Los cambios propuestos en la nueva constitución fueron presentados a la Asamblea General el 30 de junio de 1951. La Cámara de Diputados los aprobó con 85 votos a favor y 14 en contra el 10 de octubre, el Senado también los aprobó con 26 votos a favor y 4 en contra el 26 de octubre.
las enmiendas establecerían:
- Restauración del sistema de gobierno colegiado, dándole 6 escaños en el Consejo Nacional de Gobierno al partido más votado en las elecciones y 3 escaños al segundo partido más votado.
- Mantener la Asamblea General bicameral electa proporcionalmente.
- Conservar el uso del sistema de lemas.
- Permitir peticiones de enmiendas constitucionales firmadas por el 10% de los votantes registrados, y permitir que la Asamblea General presente una contrapropuesta a las enmiendas propuestas.

## Resultados
| Opción                             | Votos     | %     |
| ---------------------------------- | --------- | ----- |
| A favor                            | 232,076   | 54.00 |
| En contra                          | 197,684   | 46.00 |
| Total                              | 429,760   | 100   |
| Votantes Registrados/participación | 1,158,939 | 37.08 |
| Fuente: Democracia Directa         |           |       |

## Consecuencias
El sistema colegiado se reintrodujo antes de las elecciones generales de 1954.